# 유로 스톡스 50

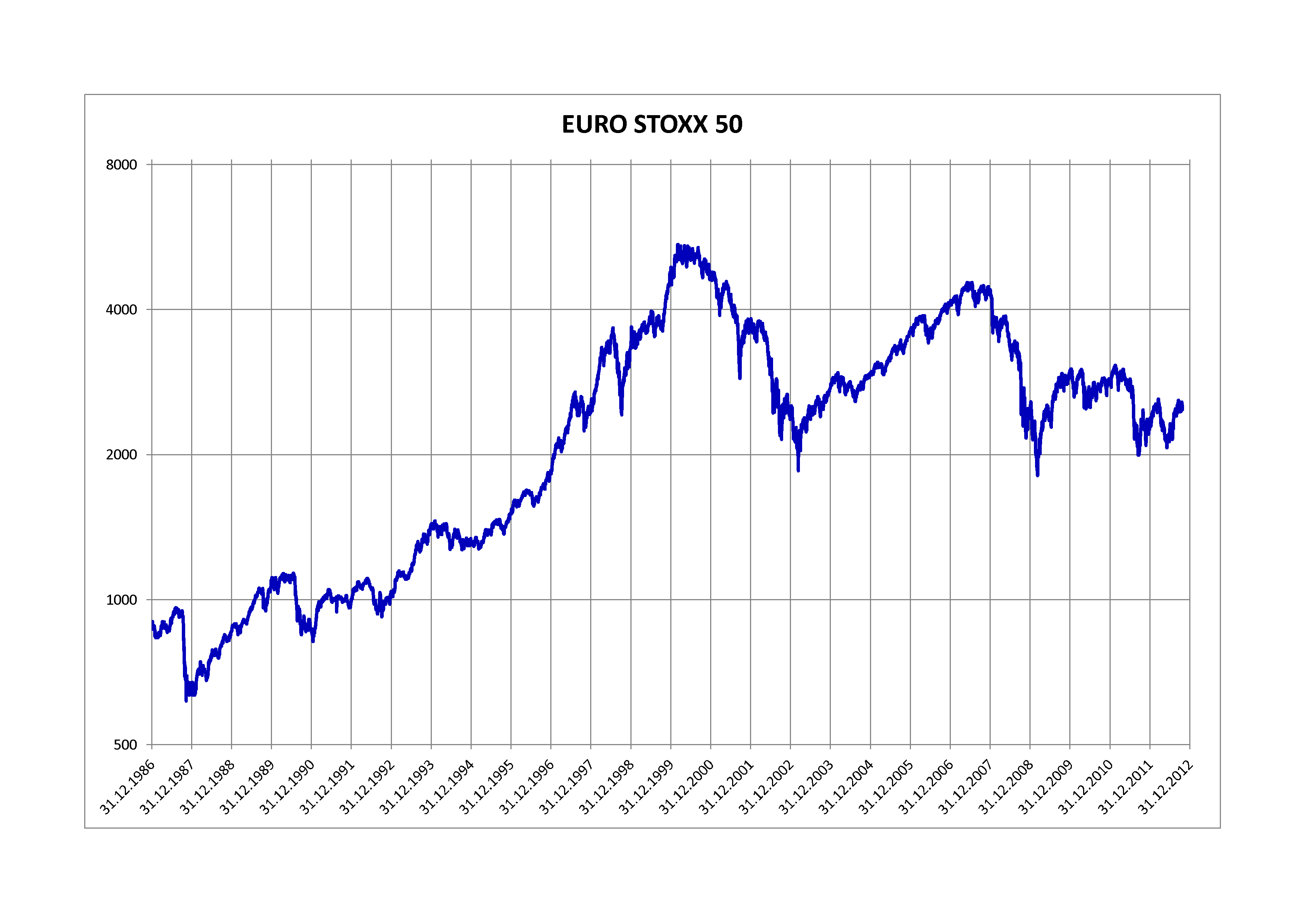

유로 스톡스 50(영어: EURO STOXX 50)은 Deutsche Börse Group이 소유한 지수 공급자인 STOXX가 설계한 유로존 주식의 주가 주가 지수이다. STOXX에 따르면, 그 목표는 "유로존의 수퍼 섹터 리더들의 블루칩을 대표"하는 것이다. 그것은 가장 크고 가장 유동적인 주식 중 50개로 구성된다. Eurex(유럽 파생상품거래소)에서 거래되는 EURO STOXX 50의 지수 선물 및 옵션은 유럽과 세계에서 가장 유동성이 높은 제품 중 하나이다.
유로 스톡스 50은 1998년 2월 26일에 도입되었다. 그 구성은 매년 9월에 검토된다. 이 지수는 여러 통화(EUR, USD, CAD, GBP, JPY)와 수익(가격, 순수익, 총 수익)의 변형된 조합으로 제공된다. 모든 수익 유형의 EUR 및 USD 변형에 대해 09:00과 18:00 (중앙유럽 표준시 기준) 사이에서 15초마다 계산이 수행된다. 반면 CAD, GBP 및 JPY 변형은 일일 종료 시점에서만 계산된다 (18:00, 중앙유럽 표준시 기준).

## 역사
다우 존스 도이치 뵈르제와 유로넥스트, 스위스 증권거래소 등의 합작 회사로 스톡스(Stoxx)가 세워졌다. 다우 존스 지수로 유명한 다우 존스와 손을 잡았다는 것이 스톡스가 시장의 신뢰를 얻는 데에 도움을 주었다. 더불어 스톡스는 펀드매니저들에게 지수 관련 정보를 무료로 제공하는 대신, 스톡스 지수 기반의 파생상품 사용자들에게 수수료를 받아 수익을 내고 있다. 스톡스는 이런 방식으로 유럽의 선물 및 옵션거래 시장을 장악했으며 유로 스톡스 50 지수는 유럽 파생상품 시장 유동성의 거의 대부분을 점령하여, 2000년대 초반에는 MSCI와 FTSE의 입지가 매우 좁아졌다.

## 전개
다음 표는 1986년 이후 Euro Stoxx 50 지수의 연말 값을 보여준다.
최고 기록은 2000년 3월 6일 기록된 5,464.43이다
| 연도 | 연도별 종가 | 변동 (포인트) | 변동 (%) |
| ---- | ----------- | ------------- | -------- |
| 1986 | 900.82      |               |          |
| 1987 | 648.13      | −252.69       | −28.05   |
| 1988 | 861.36      | 213.23        | 32.90    |
| 1989 | 1098.49     | 237.13        | 27.53    |
| 1990 | 858.72      | −239.77       | −21.83   |
| 1991 | 1000.00     | 141.28        | 16.45    |
| 1992 | 1033.51     | 33.51         | 3.35     |
| 1993 | 1433.34     | 399.83        | 38.69    |
| 1994 | 1320.59     | −112.75       | −7.87    |
| 1995 | 1506.82     | 186.23        | 14.10    |
| 1996 | 1850.32     | 343.50        | 22.80    |
| 1997 | 2531.99     | 681.67        | 36.84    |
| 1998 | 3342.32     | 810.33        | 32.00    |
| 1999 | 4904.46     | 1562.14       | 46.74    |
| 2000 | 4772.39     | −132.07       | −2.69    |
| 2001 | 3806.13     | −966.26       | −20.25   |
| 2002 | 2386.41     | −1419.72      | −37.30   |
| 2003 | 2760.66     | 374.25        | 15.68    |
| 2004 | 2951.24     | 190.58        | 6.90     |
| 2005 | 3578.93     | 627.69        | 21.27    |
| 2006 | 4119.94     | 541.01        | 15.12    |
| 2007 | 4399.72     | 279.78        | 6.79     |
| 2008 | 2451.48     | −1948.24      | −44.28   |
| 2009 | 2966.24     | 514.76        | 21.00    |
| 2010 | 2792.82     | −173.42       | −5.85    |
| 2011 | 2316.55     | −476.27       | −17.05   |
| 2012 | 2635.93     | 319.38        | 13.79    |
| 2013 | 3109.00     | 473.07        | 17.95    |
| 2014 | 3146.43     | 37.43         | 1.20     |
| 2015 | 3267.52     | 121.09        | 3.85     |
| 2016 | 3290.52     | 23.00         | 0.7      |
| 2017 | 3503.96     | 213.44        | 6.47     |
| 2018 | 3001.42     | −502.54       | −14.34   |
| 2019 | 3745.15     | 743.73        | 24.78    |

## 계산
지수 계산에는 고정 기본 수량 가중치에 대한 가격 변동을 측정하는 Laspeyres 공식이 사용된다.
{\displaystyle Index_{t}={\frac {\displaystyle \sum _{i=1}^{n}(p_{it}\cdot s_{it}\cdot ff_{it}\cdot cf_{it}\cdot x_{it})}{D_{t}}}={\frac {M_{t}}{D_{t}}}}
t = 인덱스가 계산되는 시간
n = 지수에 포함된 회사 수
p it = 시간 (t)에 회사 (i)의 가격
s it = 시간 (t)에 회사 (i)의 주식 수
ff it = 시간 (t)에 회사 (i)의 자유 부동 계수
cf it = 시간 (t)에 회사 (i)의 가중치 상한
x it = 시간 (t)에 회사 (i)에 대한 현지 통화에서 인덱스 통화로의 환율
M t = 시간 (t)에 지수의 자유 부동 시가 총액
D t = 시간 (t)에 인덱스 제수
기업 활동으로 인한 가중치 변경은 모든 인덱스 구성 요소에 비례적으로 분산된다. 기업 활동으로 인한 변경에 걸친 색인 값의 연속성을 유지하도록 조정 된 인덱스 제수(index divisor)는 다음과 같이 계산된다.
{\displaystyle D_{t+1}=D_{t}\cdot {\frac {\displaystyle \sum _{i=1}^{n}(p_{it}\cdot s_{it}\cdot ff_{it}\cdot cf_{it}\cdot x_{it})\pm \Delta MC_{t+1}}{\displaystyle \sum _{i=1}^{n}(p_{it}\cdot s_{it}\cdot ff_{it}\cdot cf_{it}\cdot x_{it})}}}
여기서 ΔMC t+1 = 지수의 종가 시가 총액과 지수의 조정된 종가 시가 총액의 차이 : 시간  (t+1)에 효력을 미치는 기업 황동이 있는 회사의 경우, 자유 부동 시가 총액은 다음에 맞추어 계산된다. 조정된 종가, (t+1) 시간에 새로운 주식 수 및 (t+1) 시간에 자유 부동 요소에서 종가로 계산된 자유 부동 시가 총액을 뺀 값, 시간 (t)에 주식 수와 시간 (t)에 자유 부동 요소.